# 森村勇
森村 勇（もりむら いさむ、1897年5月30日 -  1980年3月23日）は、日本の実業家。日本特殊陶業社長や、全日本空輸社長、日本航空常務取締役、日本陶器取締役、東洋陶器取締役、日本碍子取締役などを歴任した。

## 人物・経歴
1918年高千穂高等商業学校（現高千穂大学）卒業。
1936年日本特殊陶業取締役。
1944年日本特殊陶業取締役社長。
1950年大日本製糖監査役。
1951年日本特殊陶業取締役会長。
1953年日本航空常務取締役。
1955年日本航空監査役、日本特殊陶業取締役社長。
1961年日本陶器取締役、東洋陶器取締役、日本碍子取締役、日本特殊陶業取締役会長。
1962年全日本空輸取締役、日東石膏取締役。
1963年東洋サーモコントロール監査役。
1967年全日本空輸取締役社長。
1973年日本特殊陶業取締役相談役。
1974年勲二等旭日重光章受章。1980年逝去。青山葬儀所で14社合同の社葬が行われた。

## 親族
森村市左衛門は伯父。森村開作は従兄。